# پنیامیرا باخا
پنیامیرا باخا دهستانی در استان آستوریاس اسپانیا است.
در این دهستان ۱٬۵۵۷ نفر زندگی می‌کنند. مساحت این دهستان ۸۳٫۸۵ کیلومتر مربع است.